# Мотрук Марія Леонідівна
Мотру́к Марія Леоні́дівна (1 липня 1916, Київ — 6 лютого 1984, Москва) — українська художниця-мультиплікатор, працювала над понад 200 фільмів «Союзмультфільму» та інших студій. Дружина мультиплікатора білорусько-юдейського походження Федора Хитрука (1917—2012).

## Біографія
Марія Мотрук народилася 1 липня 1916 року в Києві, з дитинства мріяла бути акторкою. Вже з окупованої України, напередодні Голодомору-геноциду, 1931 року сім'я Мотрук утекла до РСФСР, до Москви. Там вона поступила до театральної студії режисера Сандро Ахметелі (1889—1937).
1937 Ахметелі заарештований (та убитий росіянами як «ворог народу»), а студія розформована. Наступного року Марія Мотрук перейшла до новоствореного «Союзмультфільму», де познайомилася з мультипліктором білорусько-юдейського походження Федором Хитруком. Цей успішний агент НКВД СССР згод став чоловіком Марії Мотрук  (1940), а вона постійним асистентом режисера й аніматором його фільмів. До початку роботи художником-мультиплікатором Марія Мотрук працювала на студії в цеху розмальовки фаз і художником-фазівником.
1944 у подружжя Хитрук-Мотрук народився син Андрій, майбутній московський мистецтвознавець та публіцист.
Окрім Федора Хитрука, Марія Мотрук протягом 1940—1960 років працювала й з іншими  майстрами-мультиплікаторами: Іваном Івановим-Вано, Левом Атамановим, Зінаїдою і Валентиною Брумберг, Михайлом Цехановським. Цікаво, що сам Хитрук після смерті першої дружини не створив більше жодного мультфільму і до 2012 року лише викладав.
1974 Хитрук за сценарієм дружини Марії поставив відомий мультфільм «Дарую тобі зорю» (рос. «Дарю тебе звезду»), який отримав приз Каннського кінофестивалю.
Померла в Москві 6 лютого 1984 року.
| Художник | Це незавершена стаття про художницю. Ви можете допомогти проєкту, виправивши або дописавши її. |